# 上白瀧站
上白瀧站（日语：／ Kami-shirataki eki */?）位於北海道紋別郡遠輕町，曾經是北海道旅客鐵道（JR北海道）石北本線上的站。每天僅提供1來回班次停靠（下行7:04發4621D往網走與上行17:08發4626D往旭川），是日本歷史上的一個祕境車站。因每天平均使用人數不足1人，於2016年3月26日隨全國鐵路時間表改正時廢站。
過往上行4626D次普通列車由本站到達次站上川站需耗費1小時8分，曾創造出日本兩站單一區間行駛最久的列車，但相關的班次現已取消。

## 車站構造
原為相對式月台2面2線，精簡化成岸式月台1面1線地上站，由遠輕站管理。目前仍保留一座木造站房。

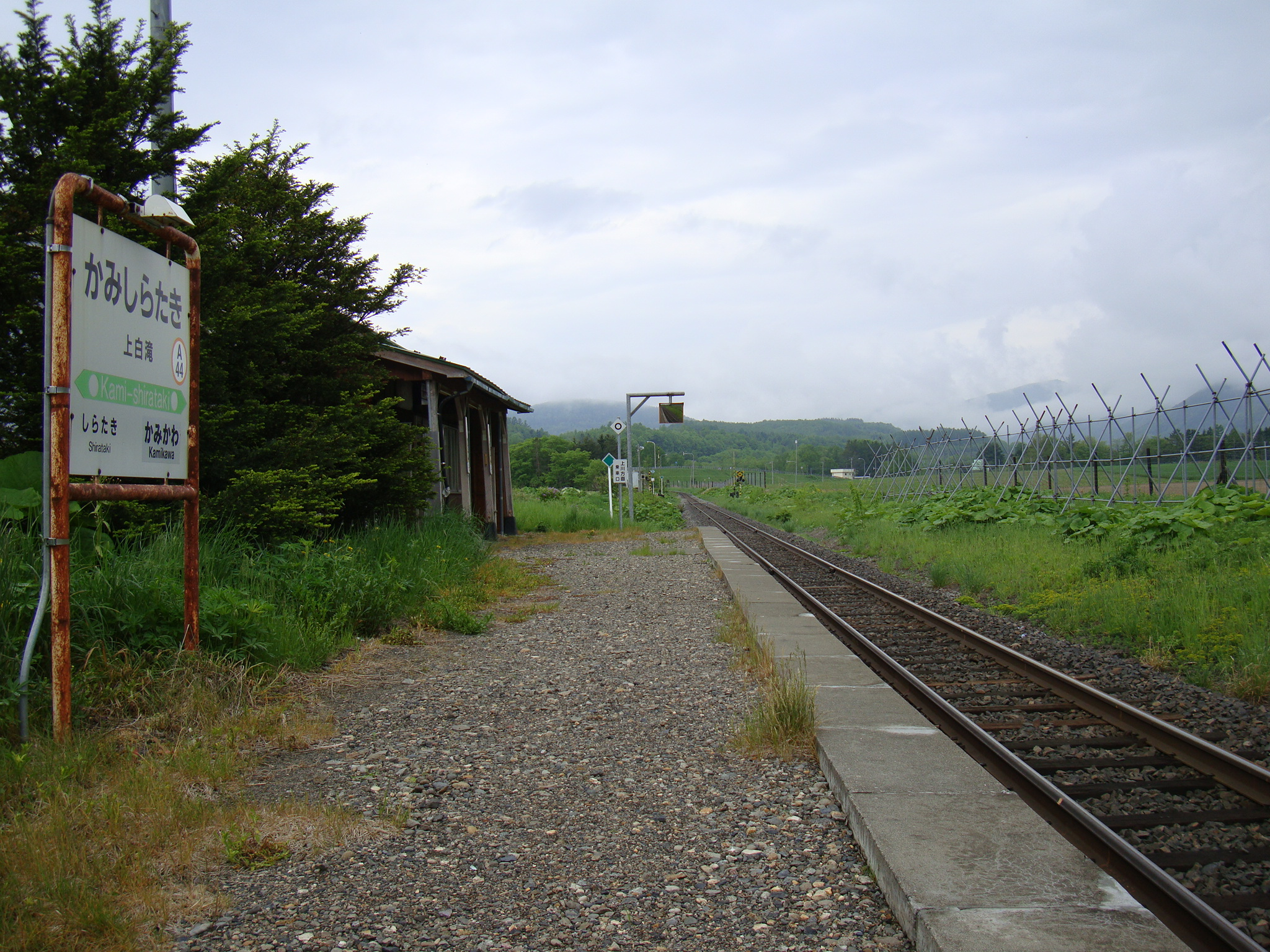
月台

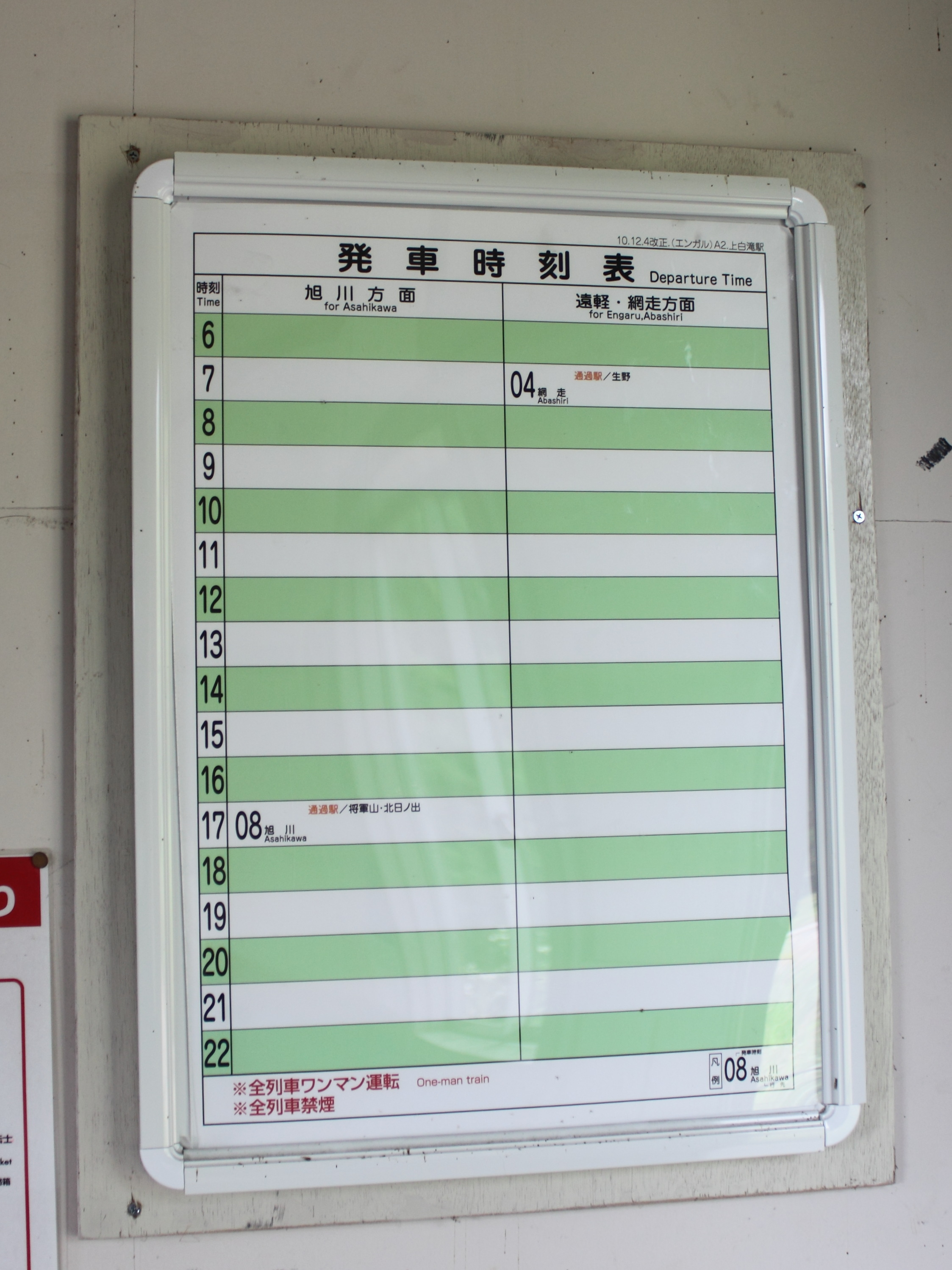
時刻表。一天僅有兩班車停靠此站

## 車站周邊
車站前為小型工廠所在，聚落沿國道散佈。
- 國道333號
- 東白瀧牧場
- 合氣道緣之地

## 歷史
- 1932年（昭和7年）10月1日 - 設立。
- 1974年（昭和49年）10月1日 - 廢止貨物業務。
- 1983年（昭和58年）1月10日 - 廢止行李業務。無人化。
- 1986年（昭和61年）11月1日 - 改點，除周六外，每天僅有一個去回班次停靠。
- 1987年（昭和62年）4月1日 - 國鐵分割民營化後成為北海道旅客鐵道（JR北海道）轄下的車站。
- 1992年（平成4年）3月14日 - 改點，取消原週六白瀧 - 遠輕延長行駛至本站的班次。自此上白瀧站每日僅剩一個去回班次。
- 2016年（平成28年）3月26日 - 因使用者減少廢止車站[1]。

## 相鄰車站
北海道旅客鐵道（JR北海道）
■石北本線（廢除時）
上川（A43）－（中越信號場）－（上越信號場）－（奧白瀧信號場）－上白瀧（A44）－白瀧（A45）
相鄰的上川站上行路線需時1小時8分鐘。

## 相關項目
- 石北本線
- 日本鐵路車站列表

## 外部連結
- （日語）上白瀧車站（JR北海道）
- （日語）全驛參觀之旅（页面存档备份，存于）